# Nachal Šmu'el
Nachal Šmu'el (hebrejsky: נחל שמואל) je vádí v Judských horách na pomezí Izraele a Západního břehu Jordánu.
Začíná v nadmořské výšce přes 800 metrů na jižních svazích hory Har Šmu'el, která se nachází poblíž historické lokality hrobky Samuela a palestinské vesnice Nabi Samwil cca 8 kilometrů severozápadně od centra Jeruzaléma na Západním břehu Jordánu. Fakticky je ale území připojeno k Izraeli, protože Izraelská bezpečnostní bariéra a palestinské osídlení leží až severně a západně odtud. Vádí pak směřuje k jihu prudce se zahlubujícím údolím s částečně zalesněnými svahy. Na západě nad údolí leží palestinská vesnice Bajt Iksa, na východě židovské předměstí Jeruzaléma Ramot. Vstupuje potom na území vlastního Izraele a ústí zprava do údolí potoka Sorek, které se následně rozšiřuje do údolí Emek ha-Arazim.